# サム・シモンズ
サム・シモンズ（Sam Simmonds、1994年11月10日 - ）は、トップ14モンペリエ・エロー・ラグビーに所属するラグビー選手。

## プロフィール
- イングランド・デヴォン州トーキー出身。
- ポジションはナンバーエイト(No.8)。
- 身長 184cm、体重 115kg
- 弟のジョーもラグビー選手[1]で現在チームメイト。
- イングランド代表キャップは7（2021年5月現在）。
- ブリティッシュ・アンド・アイリッシュ・ライオンズに選ばれたことがある[2]。

## 略歴
2012年、エクセター・チーフスに加入。 
2023年、モンペリエに加入。 